# 共振增強多光子離子化

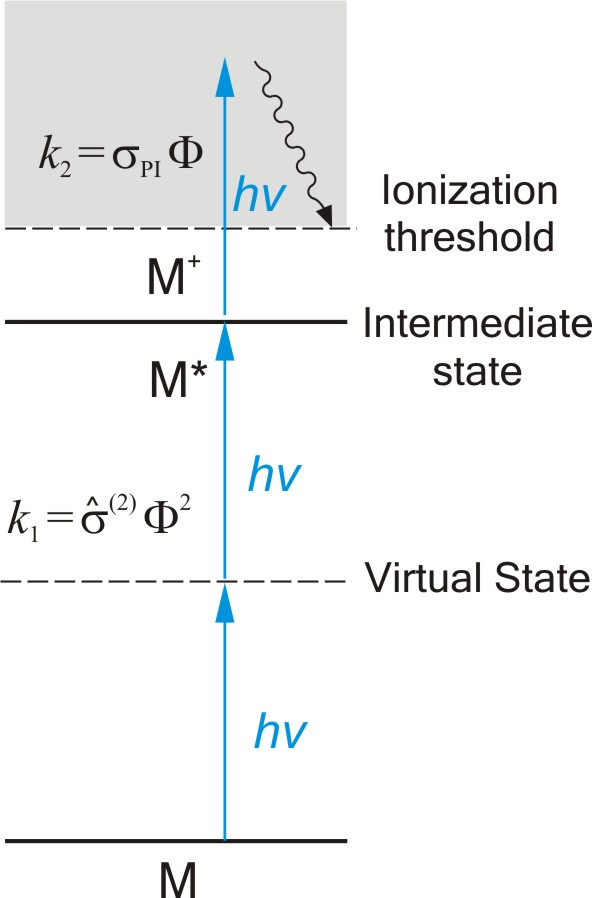
(2+1) REMPI 方法

共振增強多光子離子化（Resonance enhanced multiphoton ionization，REMPI），或譯稱共振增強多光子電離或多光子共振游離，是一種用來偵測原子和小分子的光譜方法。這個方法透過一個可調式雷射來選擇性地將原子或分子激發到某一共振的中間態；此被激發的原子或分子再被激發，並產生電離。

## 简介

### 命名法
若原子或分子被激發到中間態需要一個光子，再接著另一個同波長(或頻率、能量)的光子將其激發電離，則命名為 (1+1) REMPI；同理，若將其激發到中間態需二個或三個光子，則稱 (2+1) REMPI 或 (3+1) REMPI。若將其電離的光子波長不同於將其激發到中間態的光子波長，則命名為 (1+1') REMPI，(2+1') REMPI 或 (3+1') REMPI，其他則以此類推。

### 應用
共振增強多光子離子化需要高強度的紫外或可見光光子，通常需要使用脈衝式雷射，並將其聚焦，其離子化效率非常高，可接近 100%。也因為使用脈衝雷射，所以偵測方式可以使用飛行時間質譜儀。共振增強多光子離子化除了應用在光譜研究外，也可研究釋放電子的能量與角分佈等。此外，也被廣泛的使用在光分解離子成像。